# مركز الدراسات الجنسانية وتوثيق حقوق الإنسان
مركز الدراسات الجنسانية وتوثيق حقوق الإنسان (مركز النوع) هو منظمة غير حكومية غير ربحية تسعى جاهدةً لمعالجة قضايا عدم المساواة بين الجنسين في غانا. في مركز أكرا، غانا، أجرى مركز النوع الاجتماعي دراسات حول قضايا تتراوح ما بين العنف الجنسي والنفسي ضد فتيات المدارس والطرق التي تؤدي المعايير الاجتماعية من خلالها إلى تعرض النساء للإصابة بفيروس نقص المناعة البشرية المكتسبة بنسبة أكبر من الرجال.
يعمل المركز مع المنظمات المحلية والوطنية والدولية لمعالجة المشكلات التي تواجه المرأة في المجتمع الغاني. يجري مركز النوع الاجتماعي بحثًا لتوفير بيانات كمية ونوعية تؤدي إلى قوانين وتوقعات جديدة، ومناقشات مجتمعية بشأن المرأة في هذه المنطقة من العالم.
دوركاس كوكر أبياه هي المديرة التنفيذية لمركز النوع الاجتماعي.

## نبذة تاريخية
تأسس مركز الدراسات الجنسانية وتوثيق حقوق الإنسان في عام 1995. ومنذ ذلك الحين، أجرى العديد من الدراسات ونشر نتائجها في كتابين، العنف ضد النساء والأطفال في غانا والمعايير الجنسانية، والعنف ضد المرأة، فيروس نقص المناعة المكتسبة/ الإيدز، حالة الدراسة في غانا.

## المشاريع
ينشر مركز النوع الاجتماعي أبحاثه، وكذلك كتيبات إخبارية، ونشرة إخبارية نصف سنوية، وتقرير سنوي، لاستخدامه من قبل المنظمات والأفراد الآخرين في السعي لمكافحة عدم المساواة بين النساء.

### مشروع "Nkyinkyim" لمكافحة العنف
أجرى مركز النوع الاجتماعي بنجاح مشروع "Nkyinkyim" لمكافحة العنف، والذي بدأ في عام 1998 ويستمر حتى اليوم. يهدف المشروع إلى القضاء على العنف ضد المرأة من خلال إجراء البحوث المجتمعية ومتابعة نهج على مستوى القاعدة الشعبية تؤدي فيه الاجتماعات مع الزعماء التقليديين والزعماء الدينيين وأعضاء المجتمع المحلي إلى تشكيل فرق محلية مسؤولة عن رفع مستوى الوعي والتعامل مع أزمات العنف المنزلي وتقديم المشورة للنساء الذين كانوا ضحايا للعنف. بدأ المشروع مع 3 مجتمعات وتوسع في عام 2005 ليشمل ما يصل إلى 18 مجتمعًا في جميع أنحاء غانا.

### مشروع المدارس الآمنة
يسعى مشروع المدارس الآمنة الذي تموله وكالة الولايات المتحدة للتنمية الدولية (USAID) إلى معالجة القضية الملحة المتمثلة في الاعتداء الجنسي والجسدي والنفسي على طالبات المدارس في غانا. على مدار عامين، قام مركز النوع الاجتماعي بتدريب 120 مستشارًا من ثلاثين مجتمعًا في المنطقة الوسطى من غانا لتوفير مشورة فعالة للفتيات الضحايا في المدارس ولمنع المزيد من الإساءات من قِبل المعلمين والزملاء.

### المرأة الغانية وفيروس نقص المناعة المكتسبة / الإيدز
يتعلق أحدث عمل لمركز النوع الاجتماعي بقابلية المرأة للإصابة بفيروس نقص المناعة المكتسبة بسبب بعض المعايير الاجتماعية وأدوار الجنسين الموجودة في المجتمع الغاني. بالنسبة لهذا المشروع البحثي النوعي، تم تدريب من يجرون المقابلات على طرح أسئلة استقصائية واستخدام مسجلات شريطية من أجل تشجيع انسيابية المحادثة مع المقابلين المجهولين.
يهدف التقرير النهائي، الذي نشره مركز النوع الاجتماعي، إلى استكمال الأدلة التجريبية الموجودة بالفعل حول معدل الإصابة بفيروس نقص المناعة المكتسبة/ الإيدز في غرب إفريقيا. تبنت الحكومة الغانية أبجديات الوقاية من فيروس نقص المناعة المكتسبة (الامتناع عن ممارسة الجنس، كن مخلصًا، استخدم الواقي الذكري)، لكن توضح الأبحاث التي أجراها مركز النوع الاجتماعي أن المعايير الجنسانية والعنف المنزلي يحد نسبيًا من فعالية هذا النهج لمكافحة انتشار فيروس نقص المناعة المكتسبة.
عادة ما تكون النساء في غانا خاضعين للجنس، مما يعني أنهن غير قادرات دائمًا على حرمان شركائهن الذكور من الجنس أو الإصرار على استخدام الواقي الذكري. من ناحية أخرى، غالبًا ما يكون لرجال أحرار في اتخاذ شركاء جنسيين متعددين أو تعدد الزوجات. قد تعزز ممارسة وراثة الزوجة التي تتزوج فيها أرملة من قريب زوجها المتوفى انتشار فيروس نقص المناعة المكتسبة أيضًا، لأن المرأة قد تكون مصابة بالفيروس أو يمكن أن ينتقل إليها من زوجات زوجها الجديد أو شركائها الآخرين. بالإضافة إلى ذلك ، فإن الوصم الاجتماعي الذي تواجهه النساء المصابات بالفعل لا يشجعهن على الكشف عن إصابتهن، مما يعرض الآخرين لخطر الإصابة بالمرض. بعد هذا البحث الأولي، ينظم مركز النوع الاجتماعي اجتماعات وورش عمل لرفع مستوى الوعي حول كيف تعرض هذه المعايير الاجتماعية النساء لخطر الإصابة بعدوى فيروس العوز المناعي المكتسب. يسعى المركز إلى عكس اتجاه هذه المعايير الجنسانية الضارة عن طريق عقد اجتماعات دعم في المدن الرئيسية في جميع أنحاء البلاد وإدارة سلسلة من البرامج الإذاعية حول تعرض النساء لفيروس نقص المناعة المكتسبة / الإيدز باللغات المحية مثل التوي، وأوي، وويل، والإنجليزية أيضًا.

## التعاون
تعاون مركز النوع الاجتماعي مع المنظمات والوكالات الأخرى حيث يعمل على تعزيز الوعي حول القضايا التي تواجه المرأة في غانا اليوم. عمل المركز مؤخرًا مع وزارة التنمية الدولية (DFID)، والمراقبة الريفية، وأكاديمية تطوير التعليم AED) ) وجمعية تنمية المرأة في شرق باوكو، ومركز تنمية الأشخاص (CEDEP)، وجمعية أماشينا للمساعدة الذاتية، والاتحاد العام للعمال الزراعيين (GAWU) لمؤتمر اتحاد نقابات غانا (TUC).

## الإصدارات
نشر مركز النوع الاجتماعي ثلاثة أعمال بحث وتحليل، كسر الصمت والتحدي لأساطير العنف ضد المرأة والطفل في غانا: تقرير عن دراسة وطنية عن العنف تم اصدارها بواسطة دوركاس كوكر-أبياه وكاثي كوزاك، معايير النوع الاجتماعي، العنف المنزلي وسرعة تعرض النساء لفيروس نقص المناعة المكتسبة / متلازمة نقص المناعة المكتسبة (الإيدز)، و"بنية العنف ضد المرأة في غانا"  الذي يعد أحدث أعماله، الذي تم إصداره رسميًا في 4 مايو 2010، بقلم كاثي كوزاك وتاكيوا مانوه.